# Torreón de la Chorrera
El Fuerte de Santa Dorotea de la Luna de la Chorrera se terminó de construir en Cuba en mayo de 1646. Junto con el torreón de Cojímar, esta fortaleza formaba parte de la defensa de La Habana. 
Parte de esa defensa era proteger la desembocadura del río Almendares y evitar que barcos enemigos a la Corona Española se abastecieran de agua dulce en esa localidad.
Durante la toma de La Habana por los ingleses, este torreón sufrió daños mayores. La artillería de los barcos ingleses lo destruyeron en su mayor parte. El torreón que vemos hoy en día se construyó después que La Habana regresó bajo el gobierno de España.
El torreón de la Chorrera se debió a Juan Bautista Antonelli, hijo de Bautista Antonelli, el constructor del Morro y de la Punta. Originalmente era redondo, como las torres que había en las costas de España para rechazar los ataques de los moros, estaba artillado y tenía capacidad para 50 hombres. 
Cumplió su misión protectora hasta que en la toma de La Habana por los ingleses fue abatido por la escuadra de Lord Albemarle. A principios de 1762 Carlos III le había declarado la guerra a Inglaterra, y el 6 de junio ya estaba frente al puerto de La Habana una escuadra inglesa formada por numerosos navíos de guerra, cerca de 150 embarcaciones de transporte y varios miles de hombres. 
El ataque mayor fue por el este, cerca de Cojímar, pero por la Chorrera también desembarcaron 2 mil soldados, al quedar destruido a cañonazos el torreón. Cruzaron esas tropas inglesas el monte vedado, se situaron en las cercanías de la ciudad, sobre la loma llamada de Aróstegui, donde luego se construyó el castillo del Príncipe y, con la toma de Guanabacoa y la voladura del baluarte del Morro, La Habana tuvo que rendirse. 
De menos de un año fue la ocupación inglesa, que terminó al firmarse en Fontainebleu y en París la paz entre las dos naciones, con el acuerdo de que Inglaterra le devolvía la ciudad a los españoles a cambio de la península de la Florida. Otra vez así el monte vedado volvió a serlo, y en el islote donde estuvo el torreón de la Chorrera se construyó un pequeño castillo en forma de rectángulo en cuya azotea se colocaron varios cañones.